# Frederik Michael af Zweibrücken-Birkenfeld
Frederik Michael, pfalzgreve af Zweibrücken-Birkenfeld (tysk: Friedrich Michael von Pfalz-Zweibrücken-Birkenfeld) (født 27. februar 1724 i Rappoltsweiler – død 15. august 1767 i Schwetzingen nær Mannheim) var en kejserlig feltmarskal. 

## Far til Bayerns første konge
Fra 1746 til 1767 var Frederik Michael en fransk vasal (greve) i det ubetydelige grevskab Rappoltstein, der havde centrum i Ribeauvillé i nutidens Alsace.
Maximilian 1. Joseph af Bayern, der var en yngre søn af Frederik Michael, blev kurfyrste  af Bayern i 1799 og konge i 1805. Alle senere konger af Bayern var efterkommere af  Maximilian 1. Joseph.
1. ↑  Navnet er anført på engelsk og stammer fra Wikidata hvor navnet endnu ikke findes på dansk.